# Platyura sastrei
Platyura sastrei är en tvåvingeart som beskrevs av Loïc Matile 1982. Platyura sastrei ingår i släktet Platyura och familjen platthornsmyggor. Inga underarter finns listade i Catalogue of Life.